# Ankanahalli, Tirumakudal Narsipur
Ankanahalli là một làng thuộc tehsil Tirumakudal Narsipur, huyện Mysore, bang Karnataka, Ấn Độ.